# Kuroki Koken
Koken Kuroki (sinh ngày 22 tháng 8 năm 1996) là một cầu thủ bóng đá người Nhật Bản.

## Sự nghiệp câu lạc bộ
Koken Kuroki đã từng chơi cho SC Sagamihara.